# لاتین (ویرجینیای غربی)
لاتین (به انگلیسی: Lattin) یک منطقهٔ مسکونی در ایالات متحده آمریکا است که در شهرستان لینکلن، ویرجینیای غربی واقع شده‌است. لاتین ۱۸۷٫۱۵ متر بالاتر از سطح دریا واقع شده‌است.